# Chapelle de la Transfiguration de Grand Teton
La chapelle de la Transfiguration (anglais : Chapel of the Transfiguration) est une chapelle américaine située dans le comté de Teton, dans le Wyoming. Protégé au sein du parc national de Grand Teton, cet édifice religieux construit en 1925 est inscrit au Registre national des lieux historiques depuis le 10 avril 1980.